# Stroma-Cov2
Stroma-Cov2 est un essai clinique promu par l’Assistance publique - Hôpitaux de Paris (AP-HP) dans le cadre de la lutte contre la Covid-19 . Il consiste en l'injection de cellules mésenchymateuses issues du sang de cordon. L'injection de cellules permettraient de contrôler l’inflammation associée au syndrome de détresse respiratoire aiguë, aussi appelé choc cytokinique,.

## Historique
L'essai est coordonné par Antoine Monsel du service de réanimation chirurgicale polyvalente de l'hôpital de la Salpêtrière et est lancé le 2 avril 2020. 

## Protocole
Il s'agit d'une étude randomisée en double aveugle. Il inclut 60 patients dont 20 recevront les cellules en trois administrations intraveineuses, répétées toutes les 48 heures et 40 une solution placebo en plus de la prise en charge standard. Ils seront recrutés dans six services de réanimation du groupe hospitalo-universitaire APHP Sorbonne Université et dans le service de réanimation de l'hôpital Européen Georges-Pompidou. Le critère principal de jugement est l'évolution des paramètres respiratoires et de l'état clinique des patients.